# Michael Koch
Michael Koch, född 20 februari 1715 i Uddevalla, död där 2 september 1789, var en svensk borgmästare och riksdagsman.
Michael Koch var son till handlanden och rådmannen Jöns Koch. Fadern var mycket välbeställd och hade bland annat grundat Kollerö, Rådanefors, Öxnäs och Fredriksfors. Michael Koch blev 1730 student vid Greifswalds universitet och vid Uppsala universitet 1731 där han utbildade sig till jurist. 1747 blev han vice häradshövding och borgmästare i Uddevalla stad. Redan från riksdagen 1746-1747 var han Uddevallas representant vid riksdagen, och fortsatte att vara stadens representant fram till 1772. Han tillhörde hattpartiet och var medlem av sekreta utskottet och mindre sekreta utskottet. I samband med räfstriksdagen 1765 efter att mössorna övertagit makten i riksdagen blev han tillsammans med Lars Sacklén och Arvid Schauw utkastade och förklarade förlustiga sin plats vid denna riksdag sedan de försökt riva upp beslutet om avsättningen av fyra riksråd och ett tumultartat gräl utbrutit. Från början var Koch mycket kritisk mot kungamakten och dess inflytande; han hörde till dem som yrkade på hårda straff i samband med hovpartiets misslyckade statskupp 1756. Efterhand svängde dock hans uppfattning och han hörde till de hattar som välkomnade Gustav III:s statskupp. Han kom att uppskattas av kungen, som lät honom bli en av de första att motta den nyinstiftade Vasaorden. Vid kungens besök i Uddevalla i december 1772 tilldelades han kommerseråds namn, heder och värdighet. I början av 1773 avgick han från posten som borgmästare. Michael Koch grundade handelsfirman Michael Koch & söner. 